# 1441 w polityce
Wydarzenia polityczne w 1441 roku.

## Wydarzenia
- 1 marca – w bitwie pod Samoborem oddziały Ulryka II Cylejskiego pokonały armię Stjepana Banicia.

## Zmarli
- 3 kwietnia – Blanka I z Nawarry